# Baie de Bellingham

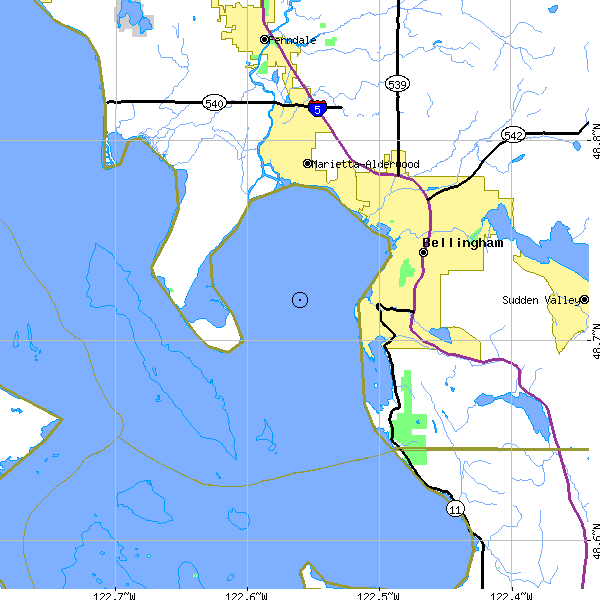
Bellingham Bay.

La baie de Bellingham (Belligham Bay en anglais) est une baie de l'océan Pacifique située au large de la ville de Bellingham au nord-ouest de l'État de Washington aux États-Unis. À l'ouest, la baie est séparée du détroit de Géorgie par la péninsule Lummi, l'île Lummi et l'île Portage. À l'est, se trouve la ville de Bellingham. La baie recueille les eaux du  fleuve Nooksack et du Whatcom Creek.

## Historique
La baie est visitée par des européens pour la première fois en 1791. Le navire espagnol Santa Saturnina sous le commandement de José María Narváez entre dans la baie lors de l'expédition Francisco de Eliza. Narváez la nomme alors Seno Gaston.
La baie tire son nom de Sir William Bellingham qui travaille pour la Royal Navy lorsque les Britanniques sous le commandement de George Vancouver visitent la baie en juin 1792.
Après 1965, la baie est polluée par suite de la présence d'une papeterie qui utilise du mercure dans ses procédés de fabrication. Ces procédés sont ensuite améliorés pour stopper la pollution et des travaux de restauration sont ensuite menés pour nettoyer la pollution de la baie. La papeterie ferme ses portes au début du XXIe siècle.